# 인간행동론
《인간행동론: 경제학논고》(영어: Human Action: A Treatise on Economics)는 오스트리아 경제학자이자 철학자인 루트비히 폰 미제스의 작품이다. 널리 미제스의 대작으로 여겨지는 이 책은 인간의 의사결정 구조를 이해하기 위한 그의 방법인 인간행동학에 기반한 자유방임 자본주의를 주장한다. 미제스는 경제학 내의 실증주의를 거부하고 인간행동학의 선험적 기초와 방법론적 개인주의, 자명한 확실성의 법칙을 옹호했다. 미제스는 자유시장 경제가 정부계획 체계보다 우월할뿐만 아니라 궁극적으로 문명 자체의 기초가 된다고 주장했다.
국민경제학은 인간행동론의 1940년 독일어 전신이다.
미제스는 시장에서 생성된 화폐가격이 소비자 수요를 충족시키기 위해 자원에 대한 가장 높은 가치의 용도를 결정하는 데 필수적이라고 주장한다. 그는 시장경제에 대한 단편적인 정치적 개입의 불일치와 통화체계에 대한 정치적 통제 및 조작의 악영향을 입증하려고 시도한다. 미제스의 견해에 따르면 시장가격을 왜곡하는 정부개입은 항상 노동을 포함한 자원의 잘못된 방향과 자본의 잘못된 투자를 초래해 인플레이션 상승과 그에 따른 불가피한 경제침체를 초래한다. 미제스는 시장경제가 사회의 모든 구성원에게 자유와 개인적 선택권을 제공하는 동시에 수십억명의 사람들의 행동을 가장 경제적으로 합리적인 방식으로 조정할 수 있는 수단을 생성하는 유일한 체계라고 믿었으며 중앙은행의 통화조작은 경제계산과정에 가장 파괴적인 왜곡 중 하나라고 생각했다.

## 요약
서론에서 미제스는 경제학이 시장현상의 순서와 상호의존성에 규칙성이 발견됐을 때 과학으로 등장했다고 주장한다. 그는 경제학이 새로운 과학으로서 직면한 과제, 특히 합법적인 지식 분야로 받아들여지는 데 있어서의 과제를 언급하고 경제사상의 성과를 거부한 다양한 사상 학파를 논의한다. 미제스는 고전경제학자들의 사상이 자유주의 정책과 기술 개선을 촉진함으로써 일반적인 생활수준을 개선했다고 말하면서 경제학에 대한 일반적인 비판을 반박한다. 그는 또한 경제문제는 인간행동에 대한 일반과학의 일부일 뿐이므로 고립될 수 없다고 주장한다.

### 제1부: 인간의 행동
1장 "행동하는 인간"은 "의도적 행동"으로 정의되고 관찰자가 행위자에게 목표부여한다는 점에서 반사적 행동과 구별되는 인간행동의 개념을 설명한다. 인간행동학(Praxeology)은 사람들이 목표를 가지고 이를 달성하기 위한 수단을 채택한다는 사실에서 추론된 결과를 연구하는 그 자체로서 행동의 과학이다. 행동이 발생하려면 행위자는 불편한 상태에 있어야하고, 더 만족스런 상태를 상상해야하며, 목적있는 행동이 불편을 줄일 수 있다고 믿어야한다. 이 저술은 행복과 본능의 개념을 다루며, 여기서 행복은 전적으로 개별 행위자의 주관적 목표에 의해 정의되고 인간은 생물학적 충동을 억제할 수 있다. 인간행동에 대한 연구는 인간행동 자체의 궁극적인 주어짐에서 시작되며, 모든 인간행동 연구는 방법론적 이원론에 의존해야한다. 인간행동학은 주관적이다. 왜냐하면 이는 행위자의 주관적인 목적을 각 사람의 마음 속에 존재하는 그대로 받아들이기 때문이다. 그러나 이러한 목적에 대한 판단을 내리지 않음으로써 객관성을 유지한다. 인과성은 행동에 필요하며 하이젠베르크의 불확정성 원리는 이를 변경하지 않는다. 마지막으로, 저작은 모든 사건이 목적론 혹은 인과성의 영역에 속해야하는 다른 자아의 개념을 소개한다.
2장 "인간행동과학의 인식론적 문제들"은 인간행동, 인간행동학, 역사과학에 관한 것이다. "역사는 인간행동에 관한 모든 경험자료를 수집하고 체계적으로 정리한 것이다." 반면 인간행동학은 인간행동의 사실에서 시작하여 논리적 추론을 사용하여 과거와 미래의 모든 행동에 유효한 선험적 진리에 도달한다. 인과성과 목적론의 원리도 마음이 세상을 이해하는 데 필요한 전제조건이다. 이 저작은 인간행동학이 개인의 행동과 관련있으며 일반적인 모호한 행동이 아닌 개별 행동을 다룬다는 점을 강조한다. 역사가는 다른 분야에 의존할 수 있으나 그의 사전적 가치판단과 이론을 사용하여 무엇이 관련성이 있는지 확인한 다음 사실을 그에 따라 제시해야한다. 인간행동학 개념의 한계도 논의한다.
3장 "경제학, 그리고 이성에 대한 반란"은 인종이나 사회계층 등 서로 다른 집단이 근본적으로 다른 사고방식과 추론방식을 가지고 있다는 믿음인 다중논리주의(polylogism)이라는 주제를 논의한다. 미제스는 이 개념이 증거에 의해 뒷받침되지 않으며, 이 증거들을 실제로 다루지 않고도 반대자들의 주장을 불신하게 만드는 방법으로 사용된다고 주장한다. 그는 또한 인간이 행동하는 데 있어 이성이 가장 중요한 도구임을 강조하고, 문명에 해로울 본능을 위해 이성을 거부하는 것에 대해 경고한다.
4장 "행동이라는 점부에 대한 1차 분석"은 목적과 수단의 개념을 논의하는데, 여기서 목적은 행위자가 추구하는 결과이고 수단은 목적을 달성하기 위해 사용된다. 인간행동학은 시장현상을 설명하기 위해 행위자의 목표와 신념을 분석한다. 무료 재화와 경제적 재화의 구분은 도움이 되지 않으며, 재화는 인간의 욕구를 직접적 혹은 간접적으로 충족시키니느지에 따라 소비재 혹은 생산자재로 분류된다. 가치는 대상을 바람직성에 따라 순위를 매기는 행위자의 마음 속에 있다. 경제학은 실제 개인이 소유한 주관적인 가치척도에 기반을 둘 수 있다. 모든 행동은 자발적 교환이며, 행동의 비용은 지불한 가격과 포기한 만족의 가치다. 이익은 측정할 수 없는 주관적 범주이며, 행위자는 오류를 범할 수 있다.
5장 "시간"은 인간행동에 대한 연구인 인간행동학의 시간적 특성에 대해 논의한다. 인간행동학은 논리적 체계이나 시간과 밀접하게 관련돼있다. 왜냐하면 행동은 인간에게 시간의 흐름을 인식하게 하기 때문이다. 현재는 지속시간의 단위로 정의되지 않고 잠재적 행동을 취할 수 있는 좋은 기회의 존재로 정의된다. 시간은 부족하고 모든 물질적 필요가 충족되는 가상의 낙원에서도 시간을 절약해야한다. 행동은 시간을 통해 연속적으로 발생해야하며 기본적인 가치척도가 아닌 행동 자체가 엄연한 사실이다. 가치척도를 참조해 개인의 행동을 판단하는 것은 무의미하다.
6장 "불확실성"에서는 인간행동의 불확실성과 확률에 대해 논의한다. 행동은 불확실성을 의미한다. 왜냐하면 미래가 알려졌다면 행동할 동기가 없었을 것이기 때문이다. 불완전한 지식에 직면해 결정을 내리는 확률적 추론의 문제는 많은 학문분야에 걸쳐있는 광범위한 문제이다. 확률에는 급간확률과 사례별 확률의 두 가지 분야가 있으며, 전자는 자연과학에 적용가능하고 후자는 사회과학에 적용가능하다. 급간확률에서 우리는 전체 모임의 사건이나 현상에 대해 모든 것을 알지만, 모임을 구성하는 개첻들에 대해서는 특별히 알지 못한다. 사례별 확률은 특정 사건에 영향을 미치는 몇가지 요소를 알고 있으나 결과에 영향을 미치는 다른 요소는 모를 때 적용할 수 있다. 내기는 사람이 관련된 일부 요소를 알고 있는 결과에 돈을 걸 때이고, 도박은 사람이 모임의 다양한 요소의 빈도만을 알고 있는 결과에 돈을 걸 때이다. 인간행동학은 미래에 대한 특정한 질적 예측을 할 수 있으나, 양적 예측은 불확실하다.
7장 "세상 속에서의 행동"은 한계효용의 법칙, 수확의 법칙, 수단으로서의 인간노동, 생산을 포함하여 경제학과 인간행동과 관련된 여러 주제를 다룬다. 한계효용의 법칙은 행위자가 추가 단위를 덜 시급한 목적에 적용함에 따라 주어진 재화의 연속적인 단위의 효용이 감소한다는 사실을 말한다. 한계효용은 항상 해당 행위자의 주관적 틀에 따라 정의된다. 수확의 법칙은 특히 생산재와 관련해 세계의 양적 인과관계를 설명한다. 주어진 생산재 단위는 항상 적어도 하나의 다른 생산재와 결합해 소비재의 특정 양을 생산해야한다. 어느 유한한 지점에서 "최적" 수준에 도달하고 단위입력당 산출량이 최대화된다. 수단으로서의 인간노동은 비효용성을 수반한다. 즉, 행위자는 달성가능한 목적을 달성하기 위해 생리학적 최대노동량을 바치지 않을 것이다. 여가공급이 줄어들면서 노동의 비효용성이 커진다. 노동은 궁극적인 "비특정" 요소이며 모든 생산과정에 필요하다. 생산은 창의적이지 않고 다양한 투입물을 결합해 상품이나 서비스를 생산한다. 창조적인 천재는 즉각적인 혹은 중간적 보상을 위해 노동하지 않기 때문에 이에 대한 예외이다.

### 제2부: 사회라는 틀 속에서의 행동
8장 "인간 사회"에서는 인간협력의 다양한 측면을 논의한다. 여기에는 노동 분업의 이점, 사회적 협력의 우월성, 사회에 대한 형이상학적 관점에 대한 비판, 리카도의 제휴의 법칙이 포함된다. 이 텍스트는 또한 노동분업이 사회에 미치는 영향, 사회적 존재로서의 인간의 등장, 거대 사회에 대해서도 이야기한다. 마지막으로 이 저작은 공격성과 파괴의 본능과 그것이 사회적 협력에 의해 어떻게 극복됐는지에 대해서도 이야기한다.
9장 "사상의 역할"은 인간의 행동과 이데올로기와 관련된 여러 주제를 논의한다. 첫째, 인간의 행동은 추론에 의해 구별되며, 추론이 잘못됐을 수 있으나 생각하는 것은 항상 개인이며, 전통과 언어는 현재의 행위자들이 조상의 추론을 자신의 생각에 통합할 수 있도록한다. 둘째, 세계관은 모든 것에 대한 해석이자 행동에 대한 지침 역할을 하는 반면, 이데올로기은 지상의 관심사보다 인간의 상호작용에 더 제한된다. 표면적으로는 양립할 수 없으나 다양한 이데올로기 추종자들에게 동일한 것을 옹호하며, 그들의 의견 불일치는 추상적인 원칙에 대한 것이 아니다. 셋째, 권능은 다른 사람들의 행동을 지시하는 힘이고 사회는 이데올로기의 산물이다. 마지막으로, 진보와 퇴보의 개념은 행위자의 계획의 맥락에서만 의미가 있으며, 18세기와 19세기 합리주의자와 (고전적) 자유주의자의 치명적인 결함은 일반인의 품위와 지혜에 대한 믿음이었다.
10장 "사회 내에서의 교환"은 한 행위자만 관련된 자폐적 교환과 두 명 이상의 개인간의 협력을 포함하는 개인 상호 간의 교환의 개념을 논의한다. 사람들은 계약적 혹은 패권적 관계에서 협력할 수 있으며, 계약적 사회는 패권적 사회보다 더 평화롭다. 모든 행동에는 가능한 결과를 순위매기기 위해 서수적 숫자를 사용하나, 기수적 숫자를 사용하려면 특별한 조건이 필요하고 계약적 사회의 맥락에서 개발됐다. 산술을 다양한 분야에 적용하는 능력은 현대 문명에 필수적이며, 경제학 자체는 계산에 의존하는 인간행동론으로 설명될 수 있다.

### 제3부: 경제계산
11장 "가치평가는 계산이 불가능"은 수단의 등급과 행위자들이 달성할 수 있는 목표에 따라 수단을 어떻게 평가하는지에 대해 논의한다. 미제스는 행위자들이 다양한 결과들, 즉 모두 서로 다른 재화의 셀 수 있는 공급으로 구성된 여러 결과들 사이에서 선택해야하며, 선택의 근본적인 행위는 항상 순전히 서수적인 가치판단을 수반한다고 설명한다. 미제스는 또한 물물교환경제의 가상적 구성과 화폐의 역할에 대해서도 논의한다. 역사적으로 경제학자들이 화폐가 중립적이며 "실제" 거래를 용이하게 하는데만 사용되며, 시장에서 교환되는 품목의 가치는 동일하다고 믿었다. 그러나 현대의 주관적 가치이론은 사람들이 재화를 거래하는 것은 바로 각자가 재화에 대해 다르게 평가하기 때문이라는 인식에서 시작된다. 미제스는 경제계산문제를 탐구하면서 기술만으로는 문제를 해결할 수 없다고 설명한다. 각 생산수단은 광범위한 목적에 다소 적합하기 때문에 각 수단은 다른 수단으로 대체가능하나 작업에 따라 그 정도가 다르기 때문이다. 오직 화폐가격만이 경제계산문제를 해결할 수 있다. 마지막으로 미제스는 경제계산과 시장 간의 관계를 논의하면서 시장에서 설정된 화폐가격은 가치 측정이 아니라 미래행동에 대한 지침을 제공하는 역사적 사실이라고 설명한다. 이런 것들이 없다면 회계의 모든 보조개념은 은유적일 것이다.
12장 "경제계산의 영역"에서는 경제계산의 본질과 한계에 대해 논의한다. 경제계산은 화폐가치에 기반한 결정을 내리는 데 사용되나 화폐로 교환되지 않는 것은 설명할 수 없다. 가격은 끊임없이 변화하며 안정화될 수 없다. 화폐의 구매력을 안정화하려는 시도는 가격이 화폐로 구성돼있고 불변의 가치 단위가 없다는 사실과 같은 요인으로 어려움을 겪는다. 안정화라는 이념의 인기는 시장의 불확실성을 벗어난 안전한 경기장에 대한 욕구에서 비롯된다. 역사적으로 금과 은과 같이 시장에서 발생한 화폐는 경제계산에 적합했지만 정부의 인플레이션으로 인해 이것이 바뀌었다.
13장 "행동의 도구로서의 화폐를 통한 계산"은 노동분업이 존재하는 사회에서의 행동의 지침 원칙으로서 화폐계산을 논의한다. 화폐계산은 예상 비용과 수익, 그리고 손익의 회계와 함께 과거 행동을 기반으로 잠재적 행동을 평가한다. 그러나 화폐계산에는 생산수단에 대한 사유재산과 기능하기 위해 보편적으로 수용되는 교환매체(즉, 화폐)가 필요하다. 자본주의는 화폐계산과 불가분의 관계이다. 자본 개념은 프로젝트에 사용가능한 자원의 시장가격을 합산하는 데 달려있기 때문이다. 인간행동학과 경제학은 경제계산의 역사적 진화에 기반하여 발전했다. 화폐가격과 관련 개념이 있어야만 상업활동의 양식을 알 수 있기 때문이다.

### 제4부: 교환학 혹은 시장사회의 경제학
14장 "교환학의 범위와 방법론"은 목표 추구, 합리적 행동을 연구하는 인간행동의 과학 혹은 인간행동학에 초점을 맞춘다. 이 장에서는 시장에서 교환되는 모든 상품과 서비스에 대한 화폐가격 형성을 분석하는 것을 포함하는 교환학적 문제의 한계를 설명한다. 이 장에서는 또한 인간행동학의 방법으로서 가상적 모형을 사용하는 것과 순수 시장경제의 분석을 설명한다. 이 장에서 다루는 다른 주제로는 자폐경제, 휴식상태, 항등순환경제가 있다. 마지막으로 이 장에서는 정체경제와 이윤 및 이자와의 관계에 대해서도 논의한다.
15장 "시장"은 시장경제의 특징, 자본, 자본주의, 소비자주권, 경쟁, 자유, 부와 소득의 불평등에 초점을 맞춘다. 시장경제에서 개인은 자신의 직업에 전문화되고 생산수단은 사적으로 소유된다. 경제계산은 자본과 소득의 개념에 기초하고 있으며, 자본재는 미래의 생산을 증가시키는 데 사용할 수 있는 물리적 대상을 뜻한다. 역사는 사유재산이 문명과 함께한다는 것을 보여준다. 시장경제는 순수한 형태로 존재한 적이 없으나 중세 이후 서양문명에서 성장해왔다. 기업가가 책임을 지고 있는 것처럼 보이나 소비자는 주권자이며 그들의 구매결정은 어떤 기업이 확장되고 어떤 기업이 축소되는지를 결정한다. 경쟁은 소비자의 욕구를 가장 잘 충족시킬 가능성이 있는 사람들에게 희소한 자원의 통제권을 위임하며 경쟁에 대한 진정한 제한은 시장이 아니라 정부에서 나온다. 자유는 서양전통의 많은 사상가들에게 가장 귀중한 재화이며 사람들은 평등하게 태어나지 않는다.
16장 "가격들"은 가격 결정 과정, 가치평가와 가격평가, 고차재 가격들, 비용회계, 논리교환학과 수리교환학을 다룬다. 조직된 시장에서의 가격 결정 과정은 구매결정을 내리기 위해 상품을 평가하는 소비자와 기업가의 주관적 평가에 의해 결정된다. 가격평가는 품목의 시장 가치에 대한 객관적인 평가로, 개인의 주관적 평가와 다를 수 있다. 기업가는 요소가 만들 수 있는 제품에 대한 평가에 따라 생산요소를 평가하여 2차 및 고차재의 가격을 결정한다. 비용회계는 기업가의 명시적 비용을 충당할 제품을 만들고 수익을 창출하는 방법을 결정하기 위해 생산비용을 평가하는 과정이다. 미제스는 가격결정의 수학적 모형이 실제 가격형성을 이해하는 데 필요한 시장 과정을 무시하기 때문에 결함이 있다고 주장한다.
그런 다음, 독점과 관련된 몇 가지 주제를 논의한다. 독점자는 생산량을 경쟁수준 이하로 제한할 때 소비자주권을 침해한다. 선의 혹은 생산자의 평판은 그것이 없는 경쟁자에 비해 그들에게 이점을 제공하며, 정부 인증은 비대칭 정보에 대한 효과적 해결책이 아니다. 독점적 구매자는 수요를 제한할 수 있으나 독점적 판매자가 할 수 있는 것처럼 특정한 이익을 얻을 수는 없다. 독점가격은 일반적으로 제품이 필수 투입물에 대한 독점가격 없이는 생산되지 않는 경우를 제외하고 소비자의 행복을 손상한다. 가격 차별화는 판매자와 구매자 모두에서 발생할 수 있으나 특정 조건에서만 발생할 수 있으며 자유시장에서는 지속될 수 없다. 자유시장이 아닌 정부의 특권이 대부분의 카르텔과 독점을 확립한다.
마지막으로, 가격의 연결성과 관해 논의된 몇 가지 주제가 있다. 상품가격은 구매자의 돈을 놓고 경쟁하기 때문에 서로 관련돼있으며, 모든 상품에 노동이 필요하여 소비와 생산 측면에서 상호연관돼있다. 시장과정은 특정 거래의 교환 비율이 둘 다 결정하기에 가격과 소득 결정의 별도 활동에 관여하지 않는다. 시장과정은 생산요소를 소비자의 욕구를 가장 잘 충족시키는 방향으로 지시한다. 비시장가격을 말하는 것은 헛소리인데, 시장가격은 모든 관련 사실을 고려하기 때문이다. 가격을 변경하려는 시도는 이러한 실제 고려사항을 무시하여 궁극적으로 소비자를 더 가난하게 만들 것이다.
17장 "간접교환"은 화폐 개념과 이와 관련된 오류에 대해 논의한다. 간접교환에는 교환매체가 필요하며, 여기서 상품이나 원자재는 보다 궁극적인 교환을 용이하게 한다. 한 상품이 일반적으로 사용되는 교환매체가 되면 화폐가 된다. "교환방정식"은 가격 수준과 총 산출량이 의미있는 개념이라고 가정하기에 화폐를 분석하는 데 잘못된 방법으로, 화폐의 중립성에 대한 잘못된 개념으로 이어진다. 화폐의 구매력은 다양한 상품의 시장성 차이로 설명되며 화폐수요는 교환가치에 따라 달라진다. 카를 멩거의 화폐의 자발적 기원 이론은 사람들이 시장성있는 상품에 대한 수요를 늘리면서 화폐가 직접 교환에서 자연스럽게 출현했다고 말한다. 마지막으로 화폐가격은 시장에서의 교환가치와 산업 및 화폐 수요에 따라 달라진다.
화폐의 구매력 변화는 화폐 측면 혹은 실물 측면에서 발생할 수 있으나, 일반적으로 화폐의 구매력 변화는 화폐 측면에서만 발생할 수 있다. 화폐 측면에서 비롯된 변화는 부를 재분배할 수 있을 뿐, 지역사회를 더 부유하게 만들 수는 없다. 사업가는 경제계산목적으로 사용할 화폐를 결정해야한다. 사람들이 화폐의 구매력이 변할 것으로 예상하면 현금 보유량을 그에 따라 조정하고 그 과정을 앞당길 것이며, 그 결과 통화가 버려저 "붕괴 붐"(Katastrophenhausse)이 일어날 수 있다. 화폐대체물은 화폐의 모든 서비스를 수용하고 수요에 따라 지불 및 상환가능한 특정 금액의 화폐에 대한 청구가 있을 때 화폐대체물이 되며, 아무도 채무자의 지불능력을 의심하지 않는다. 채무자가 본래의 화폐로 상환할 수 있는 것보다 더 많은 화폐대용품을 발행한 경우 채권의 "보증되지 않은" 부분은 신용매개물이 된다. 신용매개물 발행의 한계는 발행이 너무 빨리 진행돼 대중이 의심을 품게 되면 채권을 제출하고 실제 화폐로 상환을 요구할 수 있다는 것이다.
미제스는 화폐, 무역 및 인플레이션과 관련된 다양한 주제를 논의한다. 사람들은 주관적 한계효용에 따라 적절한 규모의 현금 보유를 결정하며, 현금을 너무 많이 보유할 수도 있다. 지불수지는 특정기간 동안 개인이나 단체의 수입과 지출을 화폐로 환산한 기록이며, 무역 "적자"는 예상치 못한 재앙이 아니라 각 개인이 의도적으로 수행한 거래의 누적 결과이다. 통화 간 환율은 차익 거래 기회로 인해 좁은 범위 내에서 유지된다. 동일한 통화로 수행되는 신용거래는 비슷한 신용위험에 대해 동일한 이자율을 산출하는 경향이 있으며, 교환의 2차 매개물은 여전히 상당히 시장성이 있으나 화폐상품만큼은 아니다. 정부의 통화공급확대가 없는 시장경제에서는 일반적으로 시간이 지남에 따라 가격이 하락할 것이다. 그리고 금본위제는 고전적 자유주의의 특징을 나타냈다. 국제 금본위제가 작동하려면 국제통화협력이 필요하지 않다.
18장 "시간 경과 속에서의 행동"은 시간과 인간 행동에서의 시간의 역할을 다룬다. 모든 행동이 미래 조건의 개선을 향해 지향되지만, 사람들이 시간의 일부를 동등하게 평가하지 않는다는 것을 설명한다. 이 저작은 성숙 기간, 노동 시간, 생산 기간, 사용가능 기간을 포함한 다양한 시간 개념을 다룬다. 시간선호가 행동에 필수적이며, 유일한 차이점이 가용성 날짜라면 현재상품이 미래상품보다 더 가치가 있다는 것을 의미한다. 이 저작은 또한 생산된 생산요소인 자본재와 생산 기간을 늘리는 데 저축이 필요한 이유에 대해서도 논의한다. 생산 구조는 복잡하며, 금전적 손익계산은 자본이 성장하고 있는지 감소하고 있는지를 판단하는 데 도움이 된다. 미제스는 생산 기간, 대기 시간, 준비 기간의 개념을 설명하면서 행동은 항상 미래를 향하고 있다고 강조한다.
미제스에 따르면 자본은 물리적 자본재와 그 전환성의 정도를 의미하며, 현금조차도 완전히 자유로운 형태의 자본이 아니다. 그는 자본재의 제한된 전환성이 보다 생산적인 제도의 채택을 방해하기에 시장경제는 후견지식에 근거하여 판단될 수 없다고 믿는다. 미제스에게 자본을 유지하거나 증가시키는 것은 미래의 욕구충족을 위한 생산성을 유지하거나 증가시키는 것을 의미하며, 이는 저축을 통해서만 달성될 수 있다. 자본 소비는 소비가 현재 산출량의 너무 큰 부분을 차지하여 새로운 자본재에 사용되는 나머지가 자본재의 감가상각을 대체하기에 충분하지 않을 때 발생한다. 미제스에 따르면 주식시장의 거래는 이익 혹은 손실의 총액을 변경하지 않고 이익 혹은 손실이 발생하는 특정 사람만을 변경하므로 외환 통제의 무의미함을 보여준다. 그는 기업가들은 현금 잔액을 보유하고 있으며 추가 자본을 축적하기 위해서는 저축과 투자가 필요하다고 설명한다.
19장 "이자"는 이자 현상을 설명한다. 본래의 이자는 현재 재화에 비해 미래 재화에 적용되는 할인이며 궁극적으로는 시간 선호라는 보편적 현상에 기반한다. 이는 미래 재화에 비해 현재 재화의 시장 가격이 더 높은 이유를 설명한다. 이자 소득은 자본재 소유자뿐만 아니라 토지 소유자도 벌어들인다. 이자율은 대출 시장에서 결정되는 것이 아니라 사람들의 주관적 시간 선호에 따라 결정된다. 더 높은 이자율이 반드시 더 많은 저축을 이끌어내는 것은 아니다. 오히려 사람들이 미래 재화에 적용하는 할인이 저축 금액과 이자율의 높이를 결정한다. 자본재 공급은 이자율과 필연적인 관계가 없다. 마지막으로 총 수입이 총 지출을 초과하는 것은 단순한 이익이 아니라 기업가의 암묵적 임금, 투자 자본에 대한 이자, 진정한 기업가적 이익 혹은 손실이다.
20장 "이자, 신용팽창 그리고 경기순환"에서는 중립적 이자율과 이와 관련된 문제에 대해 논의한다. 중립적 이자율은 가상의 완벽한 경쟁경제에서 적용되는 가상의 단일의 본래의 이자율이라고 설명한다. 그러나 현실세계에서는 사람들이 미래를 완벽하게 예측할 수 없기에 다양한 생산 경로에서 서로 다른 암묵적 이자율이 존재한다. 이 장에서는 또한 경기순환을 담당하는 신용팽창에 대해 논의한다. 대출계약에서 표시된 실제 총 이자율은 순수한 본래의 이자율뿐만 아니라 기업가적 요소와 가격 프리미엄 요소도 반영한다고 설명한다. 이 장에서는 시장과정이 다양한 경로의 순 이자율을 동일하게 하여 이를 모두 본래의 이자율을 동일하게 하여 이를 모두 본래의 이자율과 일치시키는 경향이 있음을 추가로 설명한다. 시장이자율의 중요하는 기능은 생산 과정의 기간을 조정하는 것이다. 통화 공급의 변화로 인해 총시장이자율이 왜곡되면 기업가를 오도할 수 있다.
다음으로 신용팽창과 수축, 그리고 경기순환의 화폐이론에 대한 논의가 있다. 신용팽창에서 정부는 이자율을 낮춰 인위적으로 통화공급량을 늘려서 잘못된 투자가 있는 호황기를 맞이하고 궁극적으로 침체단계로 이어진다. 신용긴축에서 정부는 이자율을 높여 인위적으로 통화공급량을 줄여서 가격을 낮추지만 지속적인 악영향은 없다. 통화학파는 한 국가의 은행 부문 측면에서만 주기를 분석하고 시장이자율이 본래의 이자율과 다르다는 문제를 놓친 실수를 했다. "실제" 요인에 의존하는 호황-침체 주기이론은 여전히 호황과 침체에 필요한 신용팽창이 있다고 가정한다. 마지막으로 불황은 호황동안 발생한 잘못된 투자를 바로잡기 위한 필요한 재조정 단계이다.
21장 "노동 그리고 임금"은 "내향적" 노동 및 "외향적" 노동의 두 가지 유형의 노동을 구별하고 사람들이 노동을 하는 네 가지 이유를 파악하는데, 여기에는 힘을 기르기, 종교적 의무, 불행을 피하기 등이 포함될 수 있다. 저자는 노동과 관련된 기쁨과 지겨움의 심리적 경험과 이러한 경험이 노동의 비효용성에 영향을 미치지 않는 방법에 대해 논의한다. 이 저작은 또한 노동시장에서의 경쟁을 통한 임금결정을 탐구하는데, 여기서 임금률은 노동의 한계생산성에 의해 결정된다. 미제스는 근로자가 이용가능한 근무기회에 대한 인식으로 인해 실업상태를 유지하는 교환학적 실업의 개념을 논의한다.
그런다음 미제스는 임금, 생계, 노동시장과 관련된 다양한 주제를 논의한다. 고전 경제학자들은 임금률이 노동자의 최저생계비에 의해 결정된다고 설명했다. 그러나 이 "임금의 철칙"은 거짓이었다. 자본주의 하에서 평균 노동자의 생활수준은 계속해서 증가했다. 마르크스주의와 프로이센 역사학파는 현대 임금률이 현재의 가치 평가보다는 역사적 선례에 의해 직접적으로 발생했다고 설명했다. 자본주의 하에서 자본축적은 인구증가보다 더 빨리 진행되어 노동자의 한계생산물이 시간이 지남에 따라 증가하여 실질임금률이 증가할 수 있었다. "산업혁명"이 착취적이고 노동 친화적 개혁이 필요하다는 대중적 해석은 신화이다. 마지막으로 노동시장은 시장 자료의 변화에 영향을 받으며 임금률은 "노동의 전체생산물"의 가격과 같다.
22장 "인간 외적인 본원적 생산요소"는 임대료 이론과 토지 이용에 대해 논의한다. 토지, 노동, 자본의 고전적 삼분법은 유지될 수 없음이 드러났으며, 현대 경제학은 각 생산요소의 가격을 설명하기 위해 단일한 이론적 틀을 사용한다. 본래의 생산수단과 생산된 생산수단 간의 구분이 유지되고, 인간 외적인 생산요소의 사용은 제도적 요소에 따라 달라진다. 이용가능한 토지의 양이 너무 많아서 한계 이하의 토지는 전혀 경작되지 않으며, 일부 토지는 농업이나 기타 "생산적" 용도에서 철수돼 주택, 사무실 건물, 공장 등의 기반으로 사용돼야한다. 토지의 가격은 미래 임대료의 합계와 같으며 이자율로 할인된다. 토지를 생계의 고귀한 원천으로 여기는 낭만화된 개념은 실제 농민들이 토지를 욕구를 충족시키는 수단으로 여기기에 신뢰를 잃게 됐다.
23장 "시장이 처해 있는 여건"은 경제학과 관련된 다양한 주제를 논의한다. 인간행동학은 인간행동을 다루며, 그 정리는 조건이 존재하는 한 정확하다. 경제학은 인간이 자유롭다고 가정하지 않고, 오히려 희소성이라는 사실과 시장에서의 사람들의 행동에 있어서 강압의 역할을 다룬다. 교환학의 정리는 생산수단의 사적소유와 노동분업에 적용된다. 경제학의 초점은 경제적 인간이나 통계적으로 평균적인 인간이 아닌 실제 인간과 그의 행동이다. 시장은 여건의 변화에 따라 조정되나 기업가는 조정 속도를 예상해야한다. 외부비용의 사례는 사적 재산의 결함보다는 법률체계의 허점을 반영한다. 시장에 대한 법적 제한은 독점 이득이나 차등 임대료로 이어질 수 있다.
24장 "이해관계의 조화와 갈등"은 한 사람의 이익이 반드시 다른 사람의 손실이 되는 것은 아니며, 기업가적 이익은 소비자의 욕구를 충족시키기 위해 생산을 더 잘 조정함으로써 획득된다고 주장한다. 미제스는 또한 산아제한이 더 높은 생활수준을 유지하는 데 어떻게 필요한지와 사유재산이 시장경제에 필수적이라는 것을 논의한다. 그는 모든 사람들 사이에 이해관계의 조화가 존재한다고 강조하고 갈등은 오직 정부의 시장간섭으로 인해 발생한다고 주장한다. 마지막으로 그는 전쟁과 갈등은 정부의 간섭으로 인해 발생한다고 주장하고 사유재산을 존중하는 것이 이러한 문제에 대한 자유주의적 해결책이라고 주장한다.

### 제5부: 시장 없이 이루어지는 사회적 협동
25장 "사회주의 사회라는 가상 모형"은 사회주의 사상의 역사적 기원을 논의하는데, 이는 시장경제에서와 유사한 사회적으로 유익한 결과를 달성할 수 있는 전능하고 자비로운 왕에 대한 고전적 자유주의 작가들의 묘사에서 나왔다. 현대 산업의 부상으로 재산의 평등한 재분배에 대한 요구는 비현실적이 됐고, 국가가 모든 경제 문제를 처리하는 생산수단의 사회화라는 사상이 생겨났다. 칼 마르크스는 사회주의 교리를 창안하지 않았으나 다중논리주의와 사회주의의 불가피성이라는 사상으로 사회주의에 기여했다. 사회주의 신조는 세 가지 교리에 기초한다. 사회는 전지전능한 존재이며, 사회주의의 도래는 불가피하며, 역사는 사회주의를 향한 끊임없는 진보이다. 사회주의의 결정적인 특징은 모든 생산활동이 하나의 의지에 의해 지시된다는 것이다. 사회주의에 대한 실천적 비판은 목적의 선택에 관한 것이 아니라 사회주의가 독재자의 관점에서 가장 바람직한 결과를 달성하기 위해 자원을 효과적으로 배분할 수 있는 지 여부에 대한 것이다.
26장 "사회주의에서의 경제계산 불가능성"은 미제스가 사회주의의 중심 문제로 여기는 바를 논의한다. 사회주의에서 경제계산이 부족하다는 것은 계획자가 희소한 자원의 다양한 사용에 따른 편익과 비용을 비교할 수 없다는 것을 의미하며, 이는 계획을 불가능하게 만든다. 이 문제를 파악하지 못하는 것은 수학적 경제학자들이 형식적 모형에서 정적 평형상태에 초점을 맞췄기 때문이며, 이는 기업가정신을 필요로 하지 않고 돈을 사용하지 않고도 달성할 수 있다. 사회주의 이론가들이 경제계산문제를 해결하기 위해 제안한 계획, 가령 상품의 내재적 노동 함량이나 "유용성" 단위에 따라 가치를 매기는 방식은 유지될 수 없다고 주장한다. 사회주의에서 손익에 대한 시장의 시험이 없다는 것은 계획자가 시행착오에 의지할 수 없다는 것을 의미한다. 최근의 "시장사회주의" 제안은 계획자가 공장관리자에게 시장경제에 있는 것"처럼" 행동하도록 지시해야한다는 것을 시사하는데, 이는 또한 타당하지 않다고 주장된다. 수리경제학의 미분방정식은 계획자가 전환단계에서 만족스러운 조건을 유지하면서 원하는 최종상태로 어떻게 이동해야하는지에 대한 지침을 제공하지 않는다.

### 제6부: 인위적으로 방해받는 시장경제
27장 "정부와 시장"은 순수한 자본주의도 순수한 사회주의도 아닌 제3의 경제체제라는 개념을 논의한다. 그는 사회주의 실현을 위한 두 가지 패턴이 있다고 설명한다. 모든 기업이 국유화된 레닌/러시아 패턴과 시장의 모습은 유지되나 모든 활동은 중앙정부에 의해 지시되는 힌덴부르크/독일 패턴이다. 미제스는 정부의 목적은 재산권을 집행하여 시장경제의 원활한 운영을 보장하는 것이며 소비 선택에 대한 정부의 직접적인 간섭은 경제학으로 분석될 수 있다고 주장한다. 그는 또한 "자유방임"이라는 개념이 불만족스런 사회적 조건에 직면하여 아무것도 하지 않다는 것을 의미하지 않고 개인이 자신의 삶을 계획할 수 있는 자유를 허용하는 것이며 모든 권한을 정부에 부여하는 것은 아니라고 설명한다. 마지막으로 미제스는 윤리적 혹은 종교적 이상에 기초한 자발적 체제가 가능한 사회적 배열이 될 수 있으나 그 성공을 보장하려면 특정 지침이 필요할 것이라고 제안한다.
28장 "세금 부과에 의한 간섭"은 과세와 그것이 시장에 미치는 영향에 대해 논의한다. 미제스는 세금제도에 의해 가격이 교란되지 않는 중립과세의 목표는 모든 과세제도가 어느정도 시장가격에 영향을 미치기에 달성불가하다고 주장한다. 이 장에서는 또한 정부가 모든 소득이나 부를 몰수하여 신민에게 재분배하는 종합세 개념, 때때로 갈등할 수 있는 과세의 재정적 및 비재정적 목표를 탐구한다. 마지막으로 다양한 과세 방법을 세 부류로 분류하는데, 세번째가 사회주의를 달성하기 위한 수단이며, 이는 이후 장에서 논의될 것이다.
29장 "생산제한"은 자유시장에 대한 정부제한과 그것이 생산 및 소비에 미치는 영향에 대해 논의한다. 이러한 제한은 필연적으로 사람들을 더 가난하게 만들고 생산 패턴을 변경한다. 일부 제한은 그 혜택이 비용보다 클 경우 정당화될 수 있으나 일반적으로 정부 제한은 명시된 목적을 달성하지 못하고 정당화되지 않는다. 국가 전체를 더 가난하게 만드나 각 제한은 인구의 하위 집단에 혜택을 줄 수 있으므로 정치적으로 제거하기 어렵다. 제한은 또한 국내산업을 규제의 즉각적인 결과로부터 보호하는 데 사용될 수 있다. 일부 제한은 정당화될 수 있으나 생산이 아닌 준소비로 분류돼야한다. 최대 근무 주와 기타 "근로자" 법률과 같은 조치는 준소비 프로그램의 일부이며 생활수준을 높이지 않는다.
30장 "가격 구조에 대한 간섭"은 시장에 대한 정부의 간섭과 그 효과에 대해 논의한다. 상한이나 하한과 같은 가격 통제는 시장에서 부족이나 잉여를 일으키고 공급과 수요의 균형을 방해한다. 또한 생산구조를 변경하여 의도한 것과 반대의 효과를 낳는다. 최저임금과 노동조합의 폭력도 일부 근로자의 임금을 높이나 다른 부문의 임금을 낮추기 때문에 시장에 영향을 미친다. 궁극적으로 임금을 높이는 유일한 방법은 근로자당 자본을 늘리는 것이며, 노동조합은 역사적으로 이에 반대해왔다. 마지막으로 이 저작은 가격통제가 로마제국의 쇠퇴에 어떻게 기여했는지에 대한 역사적 사례를 제시한다.
31장 "통화와 신용 조작"은 법정 통화 법률과 통화 조작을 포함한 통화에 대한 정부의 개입에 대해 논의한다. 정부는 역사적으로 화폐로 사용되는 동전의 무게와 순도를 인증했으나 많은 정부가 동전의 가치를 떨어트리고 사람들이 그것을 합법적인 것으로 받아들이도록 강요함으로써 이 특권을 남용했다. 국제 금본위제는 고전적 자유주의의 결과로 등장했으나 정부는 때때로 법정 통화 법률을 사용하여 채무자의 곤경을 구제했고, 이는 통화 인플레이션으로 이어졌다. 이러한 개입주의는 채무자에게 장기적 구제책을 제공하지 못했고 종종 총 이자율이 상승하고 신용체계가 붕괴되는 결과를 초래했다. 금본위제 하에서는 정부가 통화를 쉽게 조작할 수 없었는데, 왜냐하면 가치를 떨어트리려는 시도가 그레셤의 법칙에서 설명하는 효과를 초래할 것이기 때문이다. 금본위제는 정부가 현금 잔고로 실제 금을 보유하는 것을 대중으로부터 떼어내어 통화 공급량을 늘리는 데 더 많은 유연성을 제공했다. 정부는 통화 평가절하로 실질임금 인하, 상품가격 상승, 수출 촉진 등 다양한 목표를 달성할 수 있을 것으로 기대했으나 이러한 목표는 종종 실패했다.
미제스는 신용팽창에 대해 논의한다. 이는 방해받지 않는 시장에서도 발생할 수 있다. 역사적으로 은행은 대부분의 고객이 자금을 인출하고자 동시에 나타나지 않았기 때문에 금고에 100% 미만의 준비금을 유지했다. 그러나 현대에 이르러 정부는 통화 및 은행체계를 장악했고 신용팽창은 다양한 목적에 사용돼 현대 경제에서 호황-불황 주기를 초래한다. 사회주의자와 개입주의자들은 반복되는 불황을 시장경제의 고유한 실패로 비난하지만 호황기 동안 정부의 신용팽창이 수행한 역할을 인식하지 못한다. 정부는 돈을 빌리거나 추가 양의 지폐를 발행하여 불황의 물리적 사실을 변경할 수 없다.
외환통제와 쌍무무역 협정도 논의된다. 정부는 외화 단위에 대한 최고가격을 정할 수 있으며, 이는 투기꾼의 탓으로 돌릴 외화 부족과 불리한 무역수지에 영향을 미친다. 정부는 문제를 완화하기 위해 임시방편을 쓸 수 있으나 장기적으로 무역수지를 개선하는 데 도움이 될 수 없다. 정부는 수출업체에 보조금을 지급하고 수입업체에 세금을 부과해 사실상의 시장 환율로의 회귀를 허용하면서도 공식적인 과대평가된 환율을 시행할 수 있으나, 이는 경제를 본격적인 사회주의에 더 가깝게 만든다. 정부는 정부는 금이나 다른 통화에 대한 통화의 구매력 하락을 은폐하기 위해 다른 국가와 물물교환 협정을 맺을 수 있다. 다양한 외국과 맺은 나치의 물물교환 협정은 정부가 정부에 호감을 갖지 못하는 국민을 희생시켜 자신의 정치적 목적을 달성할 수 있었다.
32장 "몰수와 재분배"는 몰수형 과세, 토지개혁, 몰수의 철학이 경제 성장과 효율성에 미치는 부정적 결과를 논의한다. 미제스는 생산과 유통이 자본주의에서 통합돼있으며 몰수는 자본 소비로 이어지고 생산자의 투자를 억제할 수 있다고 주장한다. 또한 대규모 농장을 분할하거나 누진소득세를 부과하는 것과 같은 시장결과에 대한 간섭이 효율성을 떨어뜨리고 성장을 방해하며 일부 비생산적인 농부나 부자에게 이익을 줄 수 있다는 것을 강조한다. 마지막으로 몰수형 과세가 기업가의 위험 감수 의지를 감소시킨다는 주장에 반대하며, 그 해악은 자본축적과 소비에 대한 인센티브를 감소시키는 데 있다고 주장한다.
33장 "혁명적 조합주의와 동업조합주의"에서는 혁명적 조합주의, 길드 사회주의, 동업조합주의를 논의한다. 혁명적 조합주의는 사회주의를 달성하기 위한 혁명적 전술을 의미하거나 노동자들에게 공장과 장비에 대한 소유권을 부여하는 것을 목표로 하는 경제조직 방법을 의미한다. 그러나 혁명적 조합주의 사상의 근원은 기업가와 자본가가 왕과 귀족과 유사하다는 잘못된 믿음이다. 혁명적 조합주의 정책은 소수 노동자에게 특권을 부여하여 대다수의 생활수준을 낮춘다. 길드 사회주의와 동업조합주의는 각 사업 부문이 내부 문제를 결정할 완전한 자율권을 가진 독점적 기구를 형성하는 것을 목표로 한다. 그러나 이 계획의 근본적인 결함은 노동분업 하에서 전체 생산부문이 "자율적"일 수 없다는 것이다. 실제로 길드 사회주의는 완전한 사회주의로 되돌아갈 것이다.
34장 "전쟁의 경제학"은 전쟁과 시장경제의 관계를 논의한다. 미제스는 시장경제가 평화적 협력에 의존하는 반면 전쟁은 전면적 갈등을 수반한다고 주장한다. 프랑스 혁명 이전에 유럽의 전쟁은 일반적으로 제한적이고 전문 군인들이 벌였으나 현대 국가는 간섭주의와 중앙 계획으로 인해 전면전에 돌입한다. 미제스는 조약이나 국제기구가 아닌 자유주의 정책만이 지속가능한 평화를 보장할 수 있다고 주장한다. 전시에는 정부가 소비재에서 군사생산으로 자원을 전환해야하며, 기업가는 이익을 얻을 수 있다면 이런 전환을 처리하는 데 가장 적합하다. 그러나 정부는 제2차 세계대전 중에 근로자의 실질 소득을 유지하려는 시도로 인해 배급제도와 가격통제를 포함한 시장개입이 이루어졌다. 미제스는 자급자족이 열등한 상품과 더 높은 생산비용을 이르키기 때문에 전쟁에 대한 실행가능한 해결책이 아니라고 주장한다. 궁극적으로 미제스는 간섭주의가 경제적 민족주의와 호전성을 낳고 자유방임 정책만이 지속가능한 평화로 이어질 수 있다고 믿는다.
35장 "복지 원리 대 시장 원리"는 시장경제에 대한 세 가지 비판, 즉 빈곤, 불평등, 불안정성에 대한 답변을 제공한다. 빈곤과 관련하여 미제스는 자본주의와 산업의 성장으로 더 많은 사람들이 일하고 스스로를 부양할 수 있게 됐으나 간섭주의는 사적 자선활동을 방해했다고 주장한다. 소득과 부의 불평등은 시장경제의 고유한 특징이며 생활수준을 높이는 유일한 길은 1인당 자본을 지속적으로 늘리는 것이다. 마지막으로 자본주의는 소득과 부의 불안정성을 야기하지만 이는 자본가들의 잘못이 아니라 매일 가장 낮은 가격으로 자신의 욕구를 가장 잘 충족시키는 제품과 서비스를 찾는 소비자들의 잘못이다. 현대 복지 이론가들은 사회체계의 유일한 척도가 사람들이 자신의 목적을 달성할 수 있는 능력이라는 것을 인정하기에 이전의 개혁학파보다 우수하다.
36장 "간섭주의의 위기"는 간섭주의가 세계대전, 대공황, 기근, 내전과 같은 부정적 결과를 초래했으나, 이러한 결과를 자본주의의 탓으로 잘못 돌렸다고 주장한다. 간섭주의는 이제 그 잠재력을 고갈시켰기에 종말에 이르렀다. 부자의 부이자 기업가의 소득인 여유 자금은 노동계급의 호사스러운 혜택과 지출에 쓰이기 위해 고갈됐다. 간섭주의가 종말을 고해야하는 세 가지 이유는 제한적 조치가 생산체계를 구성할 수 없고, 시장에 대한 개입은 목적을 달성하지 못하고 한 집단의 잉여를 빼앗아 다른 집단에게 주는 것을 목표로 하며, 잉여가 없어지면 개입주의는 종말을 고해야한다는 것이다. 대부분의 유럽 국가가 사회주의를 채택했지만, 그들은 여전히 자본주의 국가에서 발생하는 시장가격에 의존할 수 있다. 사회주의와 시장경제 중 어느 하나를 선택해야만 하는데, 중도의 안정된 입장이 없고, 사회주의를 채택하게 되어서 경제계산이 불가능하게 되면 혼란과 사회협동의 붕괴를 초래하게 된다.

### 제7부: 사회 속에서 경제학의 위치
37장 "규정하기 힘든 경제학의 성격"은 경제학이 경험에 의해 증명되거나 반증될 수 없는 이론을 가지고 있기에 다른 지식분야와 다르다고 주장한다. 또한 경제이론가들의 통찰력이 문명을 개선하기 위해선 대다수의 대중을 설득하는 것이 필요하다는 점도 언급된다. 이 장은 반자본주의 선전의 성공을 예상하지 못한 채 대다수가 자본주의의 이점과 올바른 추론 능력에 근거하여 자본주의를 지지할 것이라고 가정한 구자유주의자들에 대한 비판으로 결론맺는다.
38장 "배움의 과정에서 경제학의 위치"는 첫째, 경기순환 연구소를 설립하는 것만으로는 경기순환의 치료법을 찾기에 충분하지 않다고 설명한다. 명확한 사고와 건전한 경제이론이 필요하다. 둘째, 경제학이 직업으로 부상한 것은 간섭주의 때문이며, 많은 전문 경제학자들은 소수집단의 이익만을 증진시킬 뿐이다. 셋째, 경제학자들은 호황-불황 주기의 일반적인 시점만 예측할 수 있으며, 성공적인 기업가는 경쟁자보다 더 나은 예측을 해야한다. 넷째, 경제학은 통일된 전체이지만 대학 교수들은 구획화된 분석에 참여하고 있으며, 교수들이 설파하는 간섭주의의 오류로 인해 일부 학생들이 사회주의를 지지하게 될 수 있다. 다섯째, 역사와 경제에 대한 서로 다른 해석들 사이의 갈등은 학교에서 존재하나, 대부분의 학생들은 그 중에서 선택하기에는 너무나도 미숙하고, 교사들은 그것을 중립적으로 제시할 수 없다. 마지막으로, 현대 정부들은 경제사상의 자유를 억압하지만, 현대의 정치적 논쟁이 사회주의와 시장경제의 갈등을 중심으로 맴돌고 있기에 시민들은 기본 경제이론에 익숙해질 의무가 있다.
39장 "경제학과 인간 존재의 본질적 문제"는 과학과 삶, 경제학과 가치판단, 경제적 인식과 인간행동간의 관계를 탐구한다. 비판가들은 과학이 가치중립적이기에 무익하다고 주장하나, 미제스는 과학이 인간에게 적절한 가치평가를 형성하고 원하는 목적을 달성하기 위한 적절한 수단을 선택하는 데 필요한 정보를 제공한다고 주장한다. 그는 또한 경제학이 가치판단을 분석에 몰래 넣고 사람들이 물질적 복지에만 관심있다고 가정한다는 비판을 다루며, 경제학은 그 자체로 행동을 다루고 행동의 목표에 대한 가정을 하지 않는다고 말한다. 마지막으로 미제스는 행동하고 선택할 수 있는 인간의 자유에 대한 세 가지 제한에 대해 논의하며, 세 번째 제한, 즉 수단과 목적간의 연결로 인한 현상의 규칙성이 인간행동학의 주제이다. 사람들이 인간행동학의 가르침을 무시한다면 "그들은 경제를 폐지하지 않을 것"이지만 "그들은 사회와 인류를 말살할 것"이다.

## 서지 정보
- 박종운 역, 2009년, 지식을만드는지식 ISBN 978-89-6228-374-7

## 같이 보기
- 방법논쟁